# Anders Wahlstedt
Anders Wahlstedt (* 17. Juli 1964 in Stockholm) ist ein ehemaliger schwedischer Squashspieler.

## Karriere
Anders Wahlstedt spielte von Mitte der 1980er-Jahre bis Mitte der 1990er-Jahre auf der PSA World Tour und gewann in dieser Zeit drei Titel auf der Tour. Seine höchste Platzierung in der Weltrangliste erreichte er mit Rang 18 im Januar 1988. Mit der schwedischen Nationalmannschaft nahm er 1985, 1987, 1989, 1991 und 1995 an der Weltmeisterschaft teil, außerdem stand von 1985 bis 1991 im schwedischen Kader bei Europameisterschaften und wurde mit ihm von 1985 bis 1989 sechsmal in Folge Vizeeuropameister. 1988 und 1992 wurde er schwedischer Landesmeister. Im Einzel stand er 1987 und 1988 im Hauptfeld der Weltmeisterschaft, wo er beide Male in der ersten Runde ausschied.
Bereits 1990 zog Wahlstedt nach New York City und war 1994 bei den US-amerikanischen Meisterschaften spielberechtigt, die er dann auch gewann. Im Jahr darauf war eine Teilnahme ohne US-amerikanischen Pass zwar nicht mehr möglich, nach den damaligen Regeln des Weltverbandes durfte er aber für die US-amerikanische Nationalmannschaft spielen. So trat er für diese nochmals 1995 bei der Mannschaftsweltmeisterschaft an.
Im Anschluss seiner Karriere wurde er als Kunsthändler mit eigener Galerie in New York City tätig. Er ist verheiratet und hat eine Tochter.

## Erfolge
- Vizeeuropameister mit der Mannschaft: 1985–1989
- Gewonnene PSA-Titel: 3
- Schwedischer Meister: 1988, 1992
- US-amerikanischer Meister: 1994